# 莲花山 (深圳)
莲花山是中國廣東省深圳市福田区內的一座小山峰，主峰海拔106米，其周邊範圍被深圳市政府闢為莲花山公园。
莲花山公园是深圳市政府在莲花山及其周边绿地上建立的一座城市公园，占地185多公顷。莲花山公园早于1992年即开始筹建，并于1997年香港回归前夕基本完工并对外开放。2000年，为了纪念邓小平对深圳发展做出的贡献，深圳市政府在莲花山主峰峰顶平台上建立了一座邓小平铜像，时任中国共产党中央委员会总书记的江泽民为铜像题字，并亲自为铜像揭幕。
莲花山公园同时也是深圳八景之一。和深圳市其它的公园一样，游客可以免费参观莲花山公园。其山脚下有风筝广场、关山月美术馆等景点。
按深圳市城市規劃委員會的劃界，「莲花山」規劃區的範圍乃為，東至彩田路、南至紅荔路、西至新洲路、北至莲花路。

## 地名起源
深圳的莲花山曾有过4个不同的名字。岗厦村人叫它花果山，上梅林人叫它莲花梁，下梅林人叫它九江垅，深圳镇到沙头一带的人叫它大和岭。在上世纪30年代侵华日军绘制的军用地图上，就已经出现了莲花山的名字。

## 主要景区

### 小登旗岭
小登旗岭又名小灯旗岭，是位于公园东部的山峰，分别被其西面和东面的登山道分割环绕。

### 山顶广场

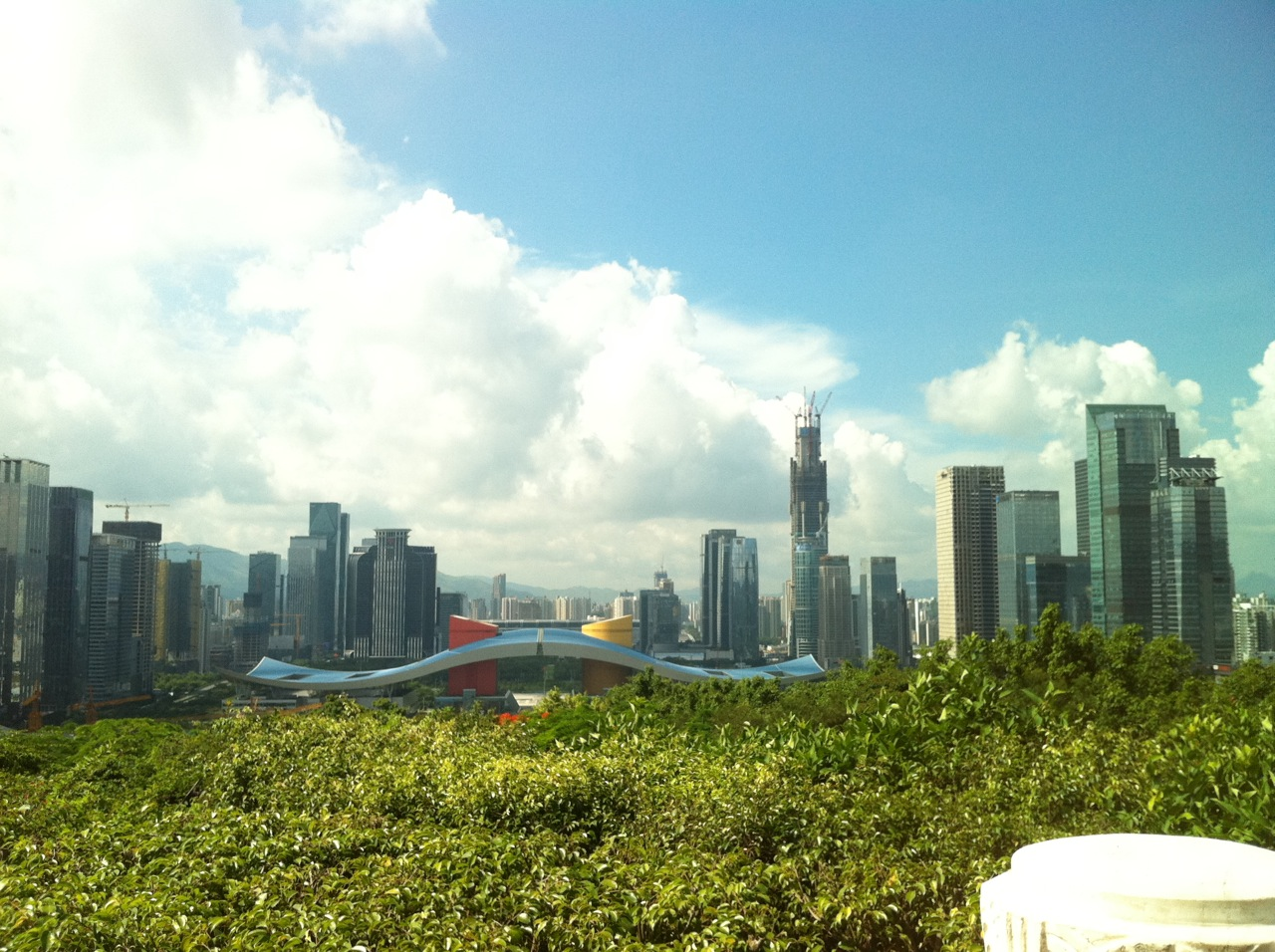
莲花山山顶广场俯视下的深圳市民中心

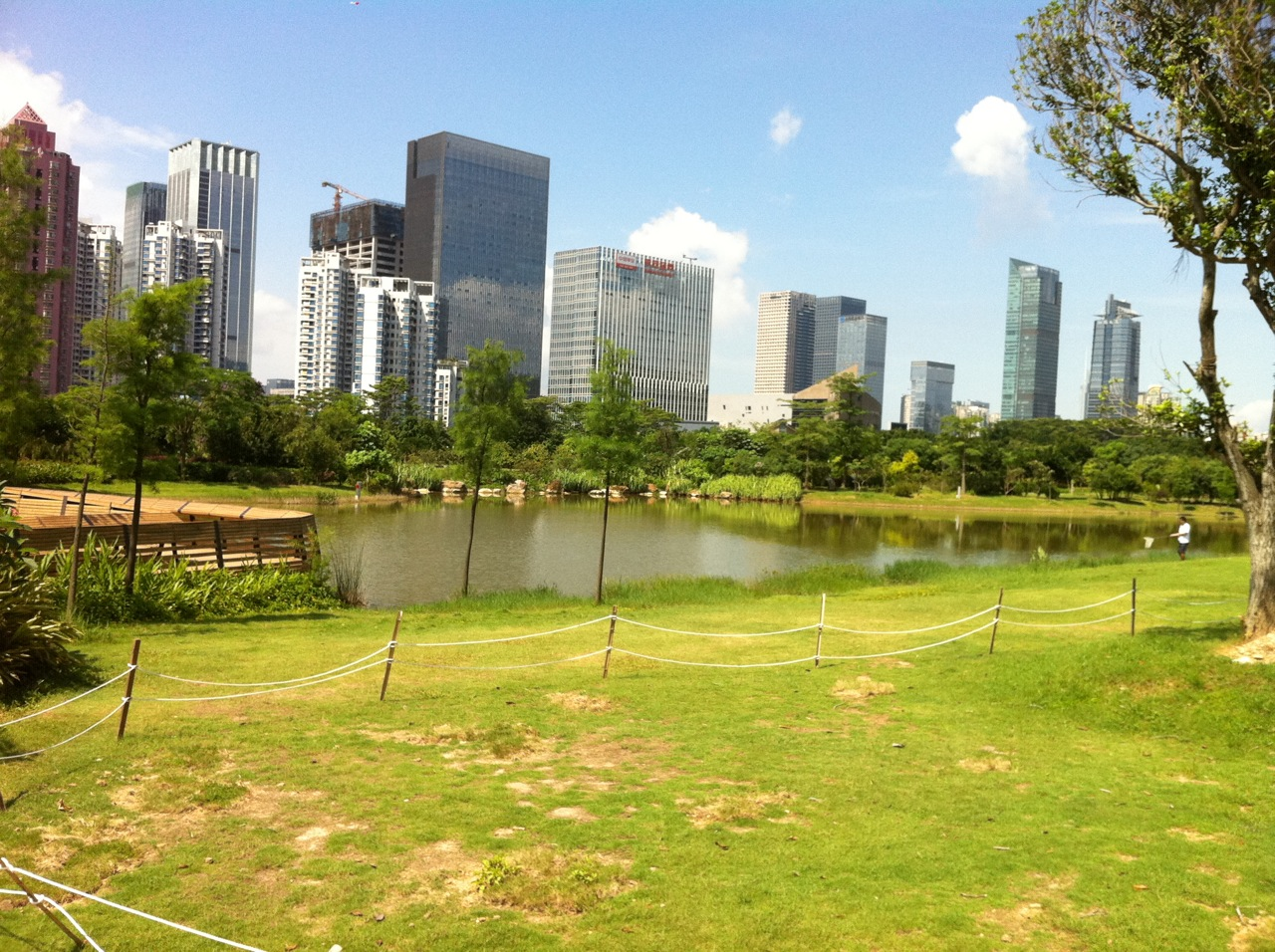
莲花山公园“晓风漾日”景点

山顶广场或称小平铜像广场，面积4千平方米，安放有一尊前国家领导人邓小平的全身铜像，铜像面对正南方的深圳市民中心以及香港新界方向。广场北部的入口为一面主题词墙，镂刻并涂金有邓小平于1984年1月26日南巡深圳的题词：
深圳的发展和经验证明，我们建立经济特区的政策是正确的。
山顶广场南面由汉白玉风格围拦，计有50根莲花-霞光主题镂刻石柱，游客在此可看到正南方的深圳市中心区、皇岗村和水围村方向，也可看到东南的蔡屋围、东面的华强北商业圈，还能看到西南方向的深圳湾方向。气象和空气质量良好条件下甚至能看到深圳东面梧桐山顶的电视广播发射塔。

#### 习近平手植树

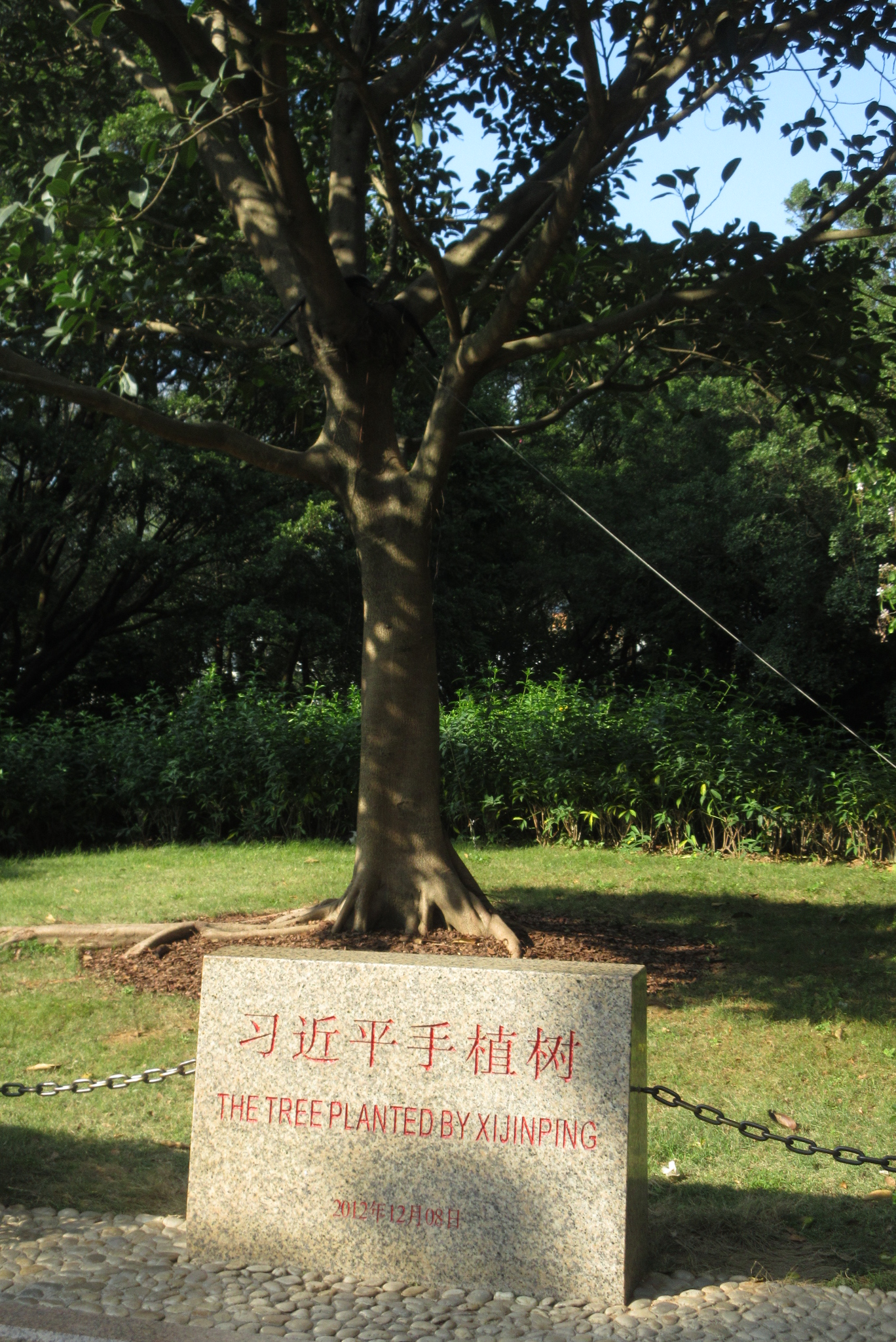
2012年12月8日习近平南巡期间在莲花山种下的高山榕

2012年12月8日，担任中共中央总书记后的习近平首次离京赴广东考察期间，习近平到莲花山公园的山顶广场种下一棵高山榕。高山榕种植时高4米，胸径15厘米，目前的胸径达50余厘米，高度约12米，冠幅约14米。习近平手植树已成为莲花山公园乃至深圳的一道新景观。

### 风筝草坪
风筝草坪位于莲花山主峰山脚，通过横跨红荔路的人行天桥与中心区文化广场相连，是市民放飞风筝、户外大型集体活动的场所。

### 婚介角
一些大龄未婚男女的父母自发在莲花山南门入口北偏西的棕榈林张贴婚介信息，而2011年深圳市公园管理中心正式规范了此处的张贴和非营利行为，标志了莲花山公园婚介角的正式形成。

### 雨林溪谷
建有榮超亭，由榮超集團捐款建成。

## 历史
莲花山东南至东北区域在20世纪末曾经有莲花山安置区，作为深圳企事业单位员工过渡性住房的解决方案。1993年至2000年期间建有1层至4层不等共一百多栋临时建筑，居住人员约1万人。
莲花山西北角靠近莲花路-新洲路口原为莲花山花木场。
黄默堂墓位于莲花山西北坡，建于公元1248年，下沙黄氏和上梅林宗亲每年数百人均在此祭祀。。
1997年6月莲花山公园开园。

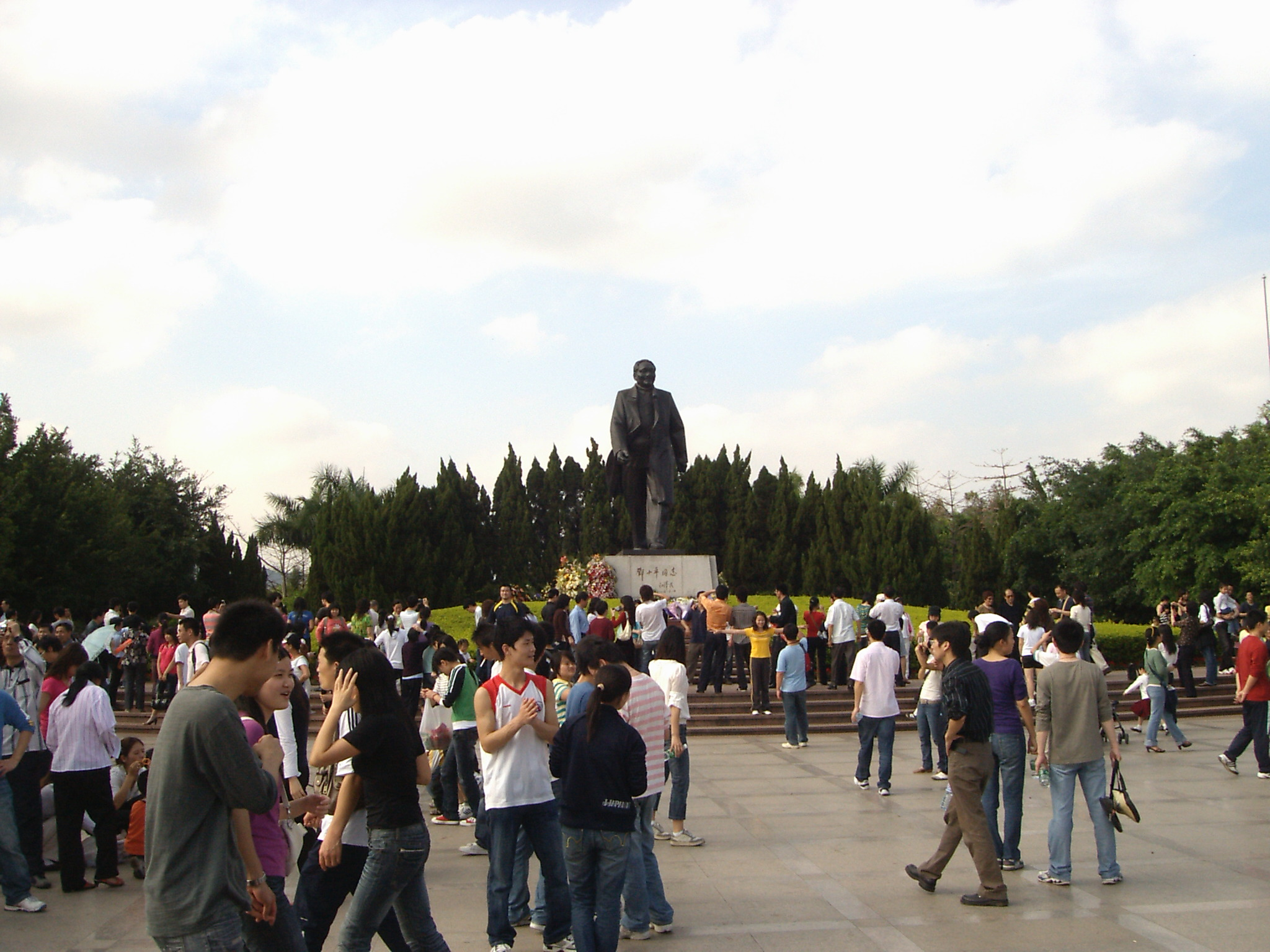
莲花山山顶广场
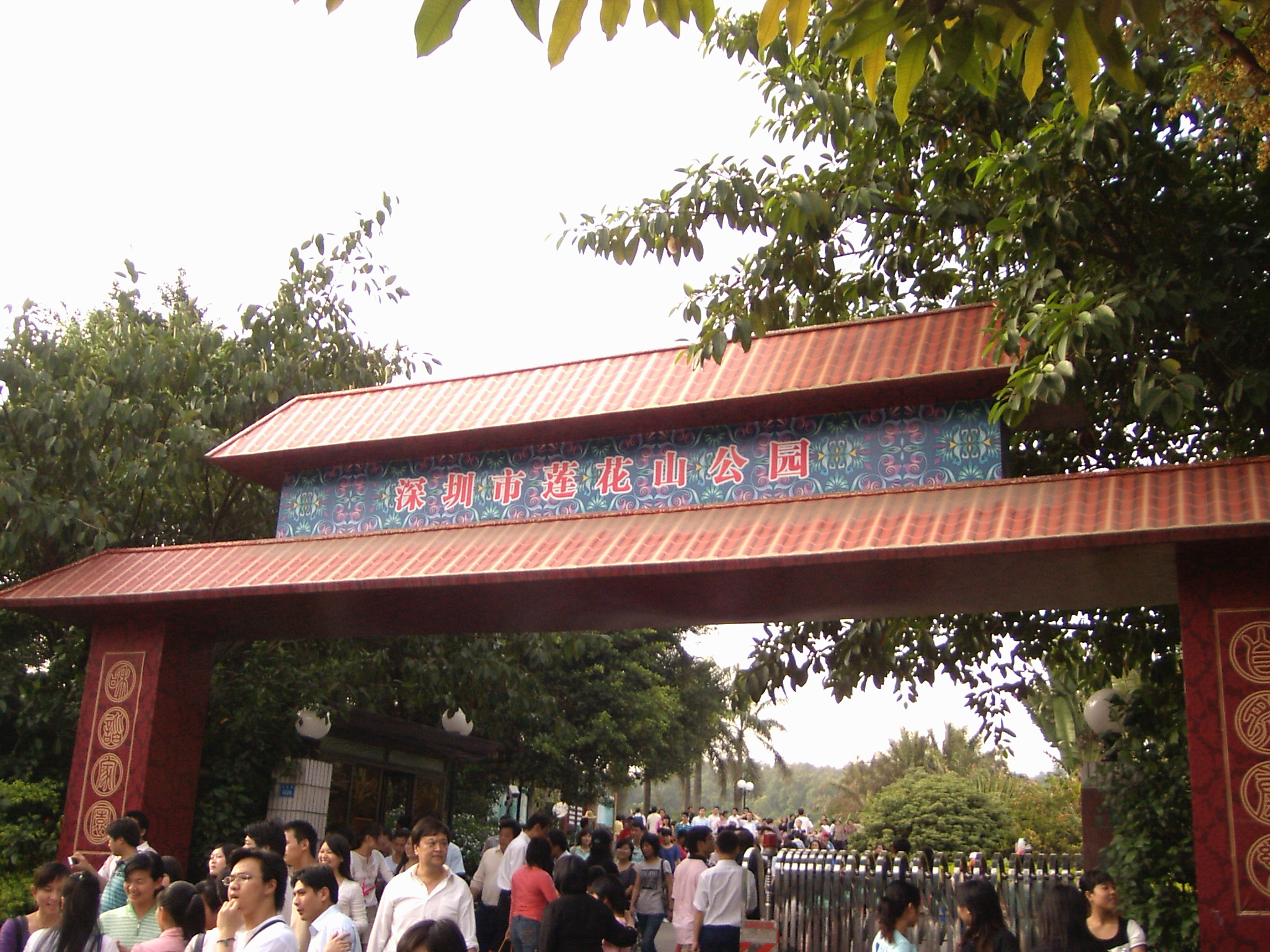
莲花山公园正门
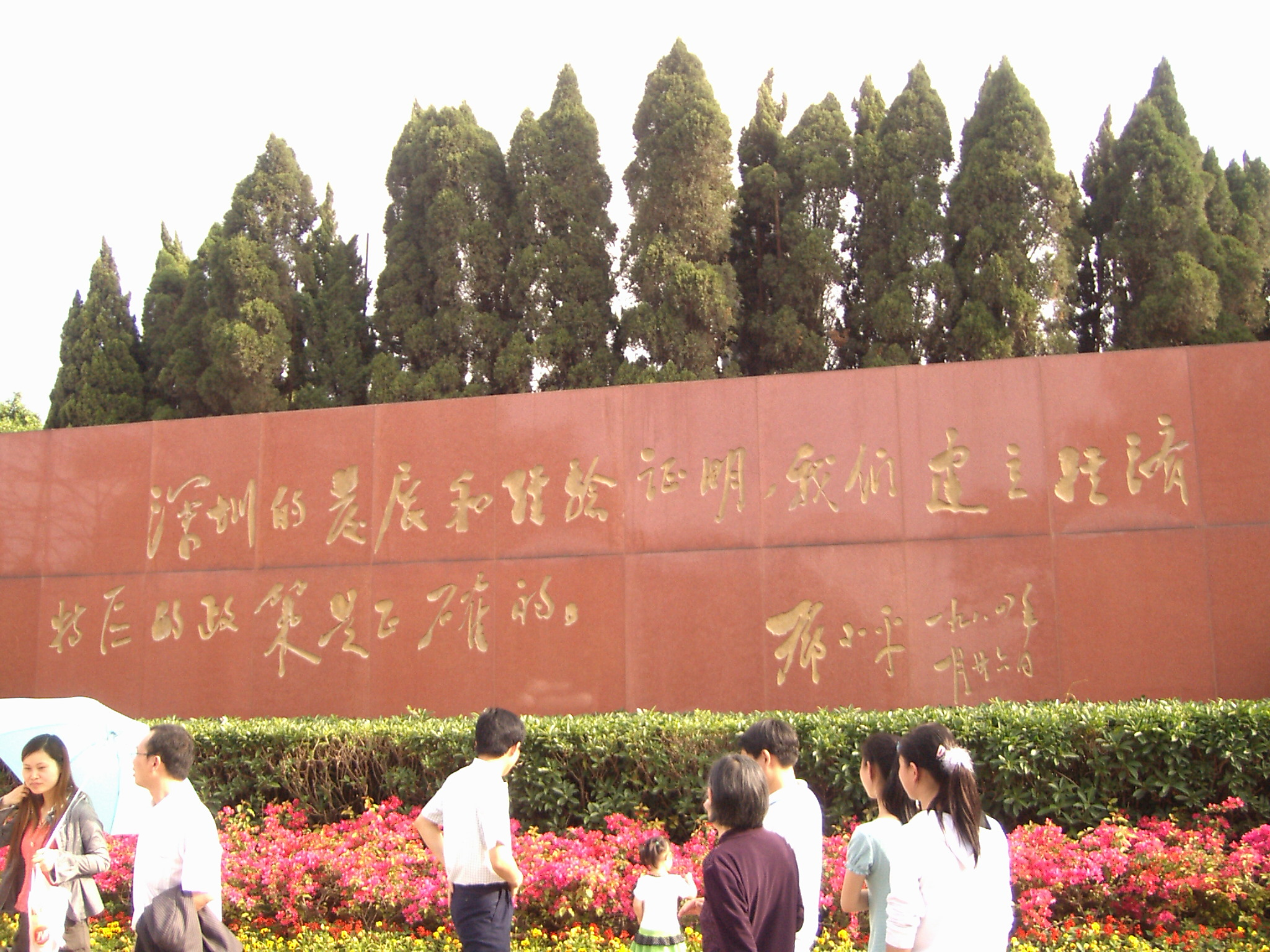
邓小平铜像后邓小平给深圳的题词